# نور الدين بوطرفة
نور الدين بوطرفة (ولد في 7 جانفي 1948) في خنشلة بالجزائر، سياسي جزائري.
هو وزير الطاقة من 12 يونيو 2016 إلى 25 مايو 2017 

## سيرة
شغل نور الدين بوطرفة منصب الرئيس التنفيذي لمجموعة سونيلغاز الجزائرية. تم تعيينه في منصب المدير التنفيذي للشركة الجزائرية الوطنية للكهرباء والغاز في يناير 2004 من قبل شكيب خليل، وزير الطاقة في ذلك الوقت.

### التكوين والبدايات المهنية
نور الدين بوطرفة  حاصل على شهادة في الهندسة من المعهد الجزائري للبترول  ، وشهادة في العلوم الفيزيائية وشهادات هندسة توربينات الغاز (Essen-ex République جمهورية ألمانيا الاتحادية)، التخطيط الاستراتيجي (CFC-Montreal-Canada) في الاقتصاد وسياسة الطاقة (IEPE-Grenoble-France). وهو أيضًا دكتور Honoris Causa من المدرسة العليا للفنون التطبيقية بالجزائر العاصمة.
في عام 1974 انضم إلى سونلغاز، حيث تولى مسؤوليات مدير المشروع لأول محطات توليد الطاقة الكبيرة في الجزائر، ومدير الدراسات الاقتصادية ومدير الهندسة.
في عام 2001، تم تعيينه الرئيس التنفيذي للشركة الجزائرية للطاقة (AEC) بعد تكليفه بإنشائها. أطلق أول مشاريع مستقلة للمياه والكهرباء (IWPPs) ومشاريع مستقلة لتوليد الطاقة (IPP).
في عام 2004، تم تعيينه رئيسًا ورئيسًا تنفيذيًا لمجموعة سونلغاز. بين عامي 2004 و 2016، يرأس عضو اللجنة الجزائرية في مجلس الطاقة العالمي (WEC).
في عامي 2004 و 2005، ترأس لجنة الاتصال للكهربائيين في البحر المتوسط (MEDELEC).
في عامي 2005 و 2012، ترأس اللجنة المغاربية للكهرباء (COMELEC).
في أبريل 2012، تم انتخابه كرئيس أول لجمعية مشغلي أنظمة النقل في البحر المتوسط (Med-TSO)، المؤلفة من 18 دولة عضو. تم إعادة انتخابه في أبريل 2015 لولاية ثانية.
وكان أيضًا عضوًا في مجلس إدارة سوناطراك في الفترة من 2003 إلى 2015، والشركة الجزائرية للتأمين (CAAT)، وكريديت بوبولير دي ألجيري (CPA)، واتصالات الجزائر، ومجموعة إليكا الجزائر الصناعية. .
في يونيو 2016، بعد تعديل حكومة عبد المالك سلال، عين الرئيس عبد العزيز بوتفليقة نور الدين بوطرفة في وزارة الطاقة الجزائرية 
في 28 سبتمبر 2016، شارك في الاجتماع الاستثنائي لمنظمة الدول المصدرة للنفط (أوبك). ذو تأثير كبير داخل هذه المنظمة، يصل في 28 سبتمبر 2016، لسحب اتفاق غير رسمي، يسمى «اتفاق الجزائر» بشأن تخفيض ناتج عن النفط في بلدان أوبك  (الأول منذ عام 2009). سيصف بعض المراقبين هذه الاتفاقية بأنها تاريخية. سيتم إضفاء الطابع الرسمي على اتفاقية الجزائر في فيينا في 30 نوفمبر 2016 من قبل أعضاء أوبك. في 10 كانون الأول (ديسمبر) 2016، وقعت الدول غير الأعضاء في منظمة أوبك، والتي ليس زعيمها سوى روسيا، اتفاقية مع دول أوبك للانضمام إلى اتفاقية الخفض هذه. لم يحدث من قبل أن توصلت دول أوبك ودول خارج أوبك إلى مثل هذا القرار.
داخل وزارة الطاقة، يدعو أيضًا إلى تطوير الطاقات المتجددة ، مشيرًا إلى أن الغاز الصخري ليس أولوية قصوى على المدى القصير بالنظر إلى الاستثمارات الكبيرة اللازمة لتطويرها وأن المستقبل هو الطاقة المتجددة، التي يضعها رئيس الجمهورية عبد العزيز بوتفليقة كأولوية وطنية.
في مارس 2017، وقعت الجزائر والاتحاد الأوروبي في بروكسل اتفاقية لتمويل الاتحاد الأوروبي لبرنامج لدعم تطوير الطاقات المتجددة (ENR) وتعزيز كفاءة الطاقة في الجزائر بقيمة 10 ملايين يورو. في مايو 2017، هناك حديث عن إطلاق مناقصة وطنية ودولية للمشروع الجزائري المسمى "Atlas 1"، بسعة إجمالية تبلغ 4050 ميجاوات، مقسمة إلى ثلاث حصص كل منها 1350 ميجاوات في الطاقة الأصلية. نوع الطاقة الشمسية الضوئية.
في 26 مايو 2017، شكل الرئيس بوتفليقة حكومة جديدة لم يعين فيها نور الدين بوطرفة. وسيحل محله مصطفى قيطوني.

## جدال
في يونيو 2013، أقسم البعض أنه خضع لسيطرة قضائية وأنه كان موضوع مراقبة قضائية في أعقاب فضائح الفساد التي رشحت شركة النفط العملاقة سوناطراك أو مشروع الطريق السيار بين الشرق والغرب. تم نسيان هذه القضية بسرعة. في ديسمبر 2016، رفض موظفو بوطرفة وجود هذا الملف واستحضار عصابة وسائط. قال أحد موظفيه  «لم يسمع أو يستجوب أبدًا». هذه ثرثرة، قالوا. خلال فترة ولايته كرئيس تنفيذي، دعا بشكل خاص إلى ارتفاع أسعار الطاقة. شغل منصبه كرئيس ومدير تنفيذي لشركة سونلغاز حتى تعيينه في الوزارة.